# Taraz
Taraz (en kazajo: Тараз), anteriormente denominada Talas, Zhambyl (Жамбы́л) y Aulie-Ata (en kazajo: Әулие́-Ата, en chagatai: اولياه اتا, en persa: تراز‎) es la capital de la provincia de Jambyl, Kazajistán. Situada en el sur del país, cerca de la frontera con Kirguistán, junto al río Talas. Una de las ciudades con más rápido crecimiento en el país, después de Astaná y Turkestán.

## Historia
Taraz, por su antigüedad en Kazajistán y Transoxania celebró oficialmente su 2000 aniversario en 2001. Su fundación se realizó a partir de una fortaleza construida en la zona por el xiongnu Zhizhi, que estableció allí su propio Estado. Fue el lugar de la batalla de Zhizhi en el año 36 a. C. donde murió el propio Zhizhi en un ataque de los han, según las crónicas de Ban Gu, biógrafo del general chino Gan Yanshou. 
La ciudad fue un importante centro comercial en la Ruta de la Seda, aparece citada por primera vez con el nombre de "Talas" en el año 568 por el historiador bizantino Menandro Protector. Talas fue después descrita por Chuanzang, que pasó por allí en 629 y escribió: 

Viajando 140 o 150 li hacia el oeste de las Mil Fuentes, llegamos a la ciudad de Daluosi. Los productos y el clima son aproximadamente los mismos que en Suyab.

 El alfabeto Talas, una variante del alfabeto rúnico turco, recibe su nombre de la ciudad. Talas se aseguró un lugar en la historia en virtud de la batalla del Talas (año 751), que se libró entre las fuerzas de la dinastía china Tang y las de los países árabes del Califato abasí. La batalla tuvo lugar en algún lugar a lo largo del río Talas en el valle homónimo. Uno de sus resultados indirectos fue la introducción de papel en occidente, a través de la captura por los árabes de fabricantes chinos de papel.

## Galería

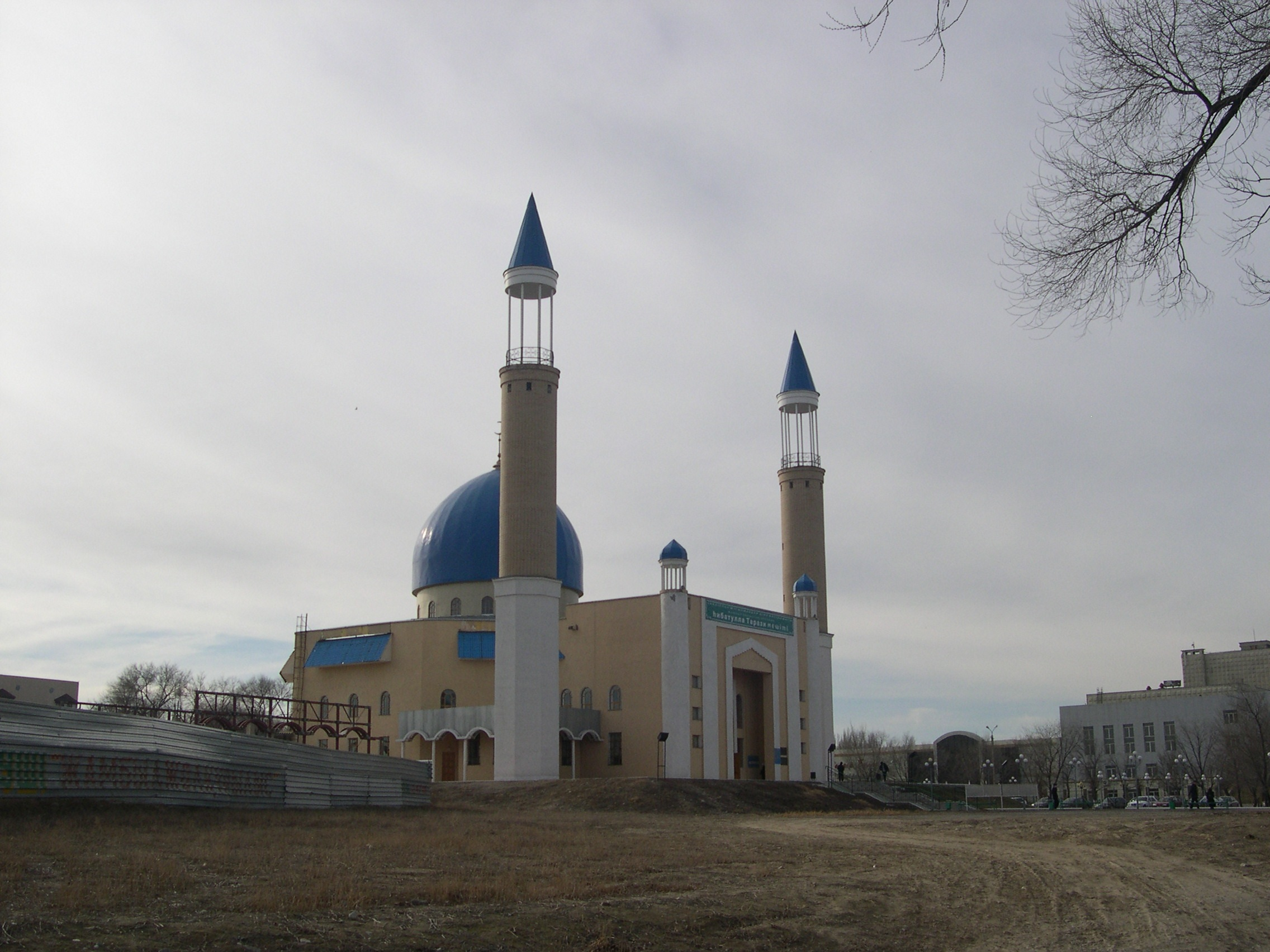
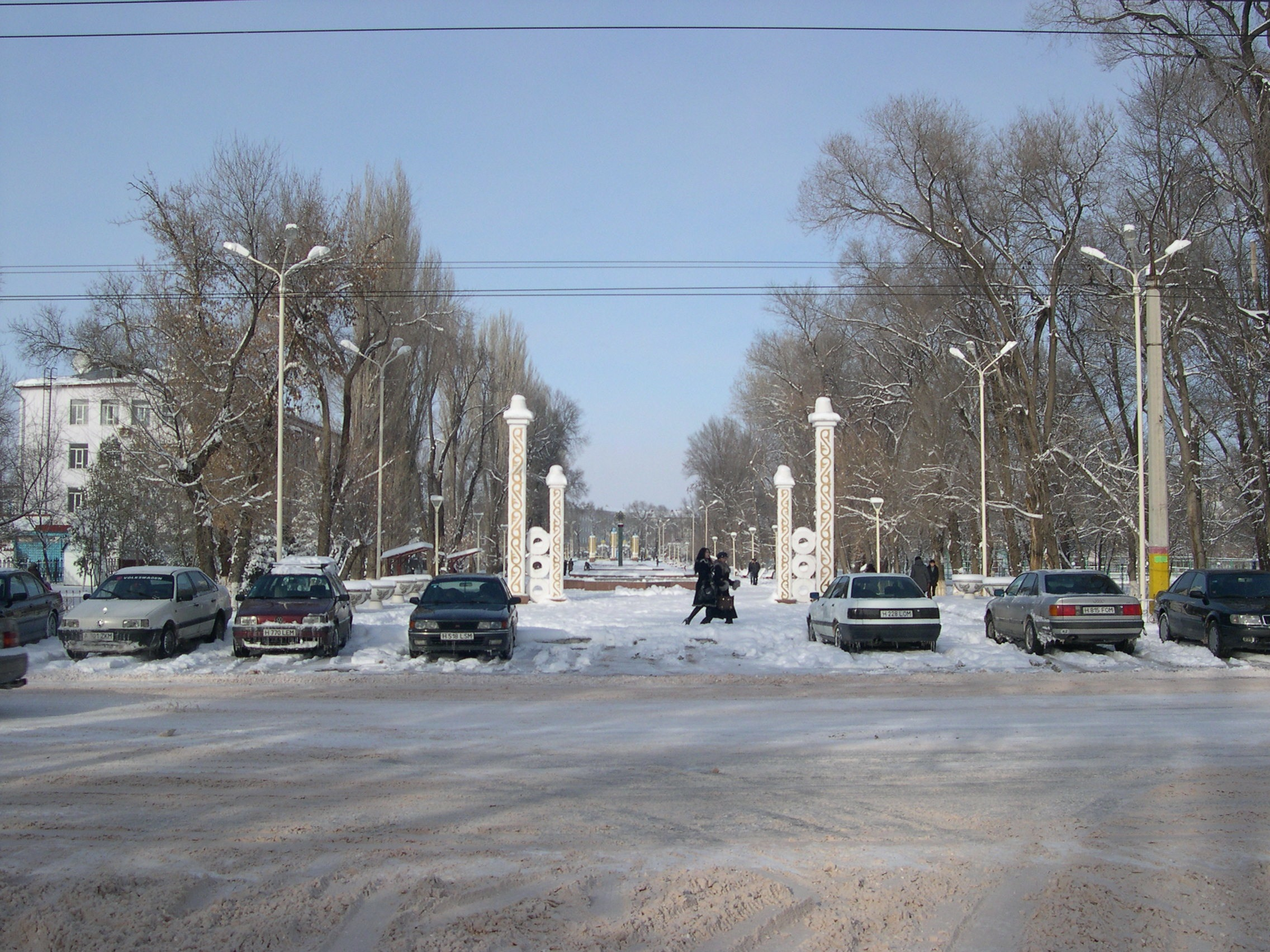
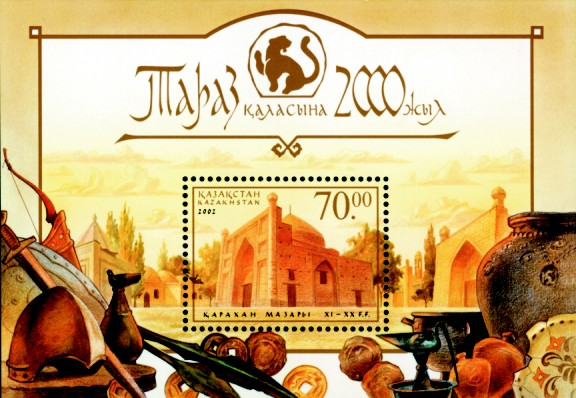

## Clima
| Parámetros climáticos promedio de Taraz (1991-2020) | Parámetros climáticos promedio de Taraz (1991-2020) | Parámetros climáticos promedio de Taraz (1991-2020) | Parámetros climáticos promedio de Taraz (1991-2020) | Parámetros climáticos promedio de Taraz (1991-2020) | Parámetros climáticos promedio de Taraz (1991-2020) | Parámetros climáticos promedio de Taraz (1991-2020) | Parámetros climáticos promedio de Taraz (1991-2020) | Parámetros climáticos promedio de Taraz (1991-2020) | Parámetros climáticos promedio de Taraz (1991-2020) | Parámetros climáticos promedio de Taraz (1991-2020) | Parámetros climáticos promedio de Taraz (1991-2020) | Parámetros climáticos promedio de Taraz (1991-2020) | Parámetros climáticos promedio de Taraz (1991-2020) |
| Mes                                                 | Ene.                                                | Feb.                                                | Mar.                                                | Abr.                                                | May.                                                | Jun.                                                | Jul.                                                | Ago.                                                | Sep.                                                | Oct.                                                | Nov.                                                | Dic.                                                | Anual                                               |
| --------------------------------------------------- | --------------------------------------------------- | --------------------------------------------------- | --------------------------------------------------- | --------------------------------------------------- | --------------------------------------------------- | --------------------------------------------------- | --------------------------------------------------- | --------------------------------------------------- | --------------------------------------------------- | --------------------------------------------------- | --------------------------------------------------- | --------------------------------------------------- | --------------------------------------------------- |
| Temp. máx. abs. (°C)                                | 22.1                                                | 25.0                                                | 31.1                                                | 33.5                                                | 38.6                                                | 42.3                                                | 43.7                                                | 43.1                                                | 40.6                                                | 34.6                                                | 29.0                                                | 22.7                                                | 43.7                                                |
| Temp. máx. media (°C)                               | 2.2                                                 | 4.3                                                 | 11.3                                                | 18.6                                                | 24.7                                                | 30.6                                                | 33.0                                                | 31.8                                                | 25.8                                                | 18.0                                                | 9.4                                                 | 3.8                                                 | 17.8                                                |
| Temp. media (°C)                                    | -3.0                                                | -1.3                                                | 5.3                                                 | 12.2                                                | 18.0                                                | 23.4                                                | 25.5                                                | 23.9                                                | 17.9                                                | 10.9                                                | 3.6                                                 | -1.6                                                | 11.2                                                |
| Temp. mín. media (°C)                               | -7.4                                                | -5.8                                                | 0.1                                                 | 6.2                                                 | 10.9                                                | 15.6                                                | 17.5                                                | 15.7                                                | 10.3                                                | 4.7                                                 | -1.2                                                | -5.9                                                | 5.1                                                 |
| Temp. mín. abs. (°C)                                | -38.9                                               | -40.0                                               | -25.0                                               | -12.2                                               | -5.2                                                | 3.0                                                 | 7.2                                                 | 3.0                                                 | -5.0                                                | -14.3                                               | -37.2                                               | -35.0                                               | -40.0                                               |
| Precipitación total (mm)                            | 29                                                  | 37                                                  | 38                                                  | 49                                                  | 40                                                  | 27                                                  | 18                                                  | 10                                                  | 10                                                  | 31                                                  | 34                                                  | 32                                                  | 355                                                 |
| Fuente: Погода и климат                             |                                                     |                                                     |                                                     |                                                     |                                                     |                                                     |                                                     |                                                     |                                                     |                                                     |                                                     |                                                     |                                                     |